# Rantso Mokopane
Rantso Alfred Mokopane (* 8. August 1994) ist ein südafrikanischer Leichtathlet, der sich auf den Hindernislauf spezialisiert hat.

## Sportliche Laufbahn
Erste internationale Erfahrungen sammelte Rantso Mokopane im Jahr 2013, als er bei den Crosslauf-Weltmeisterschaften in Bydgoszcz nach 24:35 min auf den 84. Platz in der U20-Wertung gelangte. 2016 nahm er im Hindernislauf an den Afrikameisterschaften in Durban teil und belegte dort in 8:35,02 min den siebten Platz. Im Jahr darauf erreichte er bei der Sommer-Universiade in Taipeh im 1500-Meter-Lauf in 3:47,97 min Rang elf und gewann im Hindernislauf in 8:36,25 min die Silbermedaille hinter dem Polen Krystian Zalewski. Zwei Jahre später gewann er bei den Studentenweltspielen in Neapel in 8:30,37 min erneut die Silbermedaille und musste sich diesmal dem Marokkaner Mounaime Sassioui geschlagen geben. Dieser wurde nachträglich des Dopings überführt und die Goldmedaille ging an Mokopane über. Zudem qualifizierte er sich erstmals für die Weltmeisterschaften in Doha, bei denen er mit 8:42,22 min aber nicht bis in das Finale gelangte.
2014 und von 2016 bis 2019 wurde Mokopane südafrikanischer Meister im Hindernislauf. Er ist Student an der Nordwest-Universität in Potchefstroom.

## Persönliche Bestleistungen
- 1500 Meter: 3:38,83 min, 28. April 2017 in Kapstadt
- 3000 m Hindernis: 8:28,75 min, 17. Juli 2019 in Lüttich